# یاتسوهاشی کنگیو
یاتسوهاشی کنگیو (انگلیسی: Yatsuhashi Kengyo; ۱ ژانویهٔ ۱۶۱۴ – ۱۳ ژوئیهٔ ۱۶۸۵) موسیقیدانان نابینا، و آهنگساز اهل ژاپن بود.